# بوس (آلمان)
بوس (آلمان) (به آلمانی: Bous, Germany) یک شهر در آلمان است که در زارلاند واقع شده‌است.

## خصوصیات
بوس ۷٫۶۱ کیلومترمربع مساحت دارد ۲۲۹ متر بالاتر از سطح دریا واقع شده‌است.

## خواهرخوانده
شهرهای کتینی و کولیکورو خواهرخوانده‌های بوس (آلمان) هستند.